# УТ-1 (самолёт)

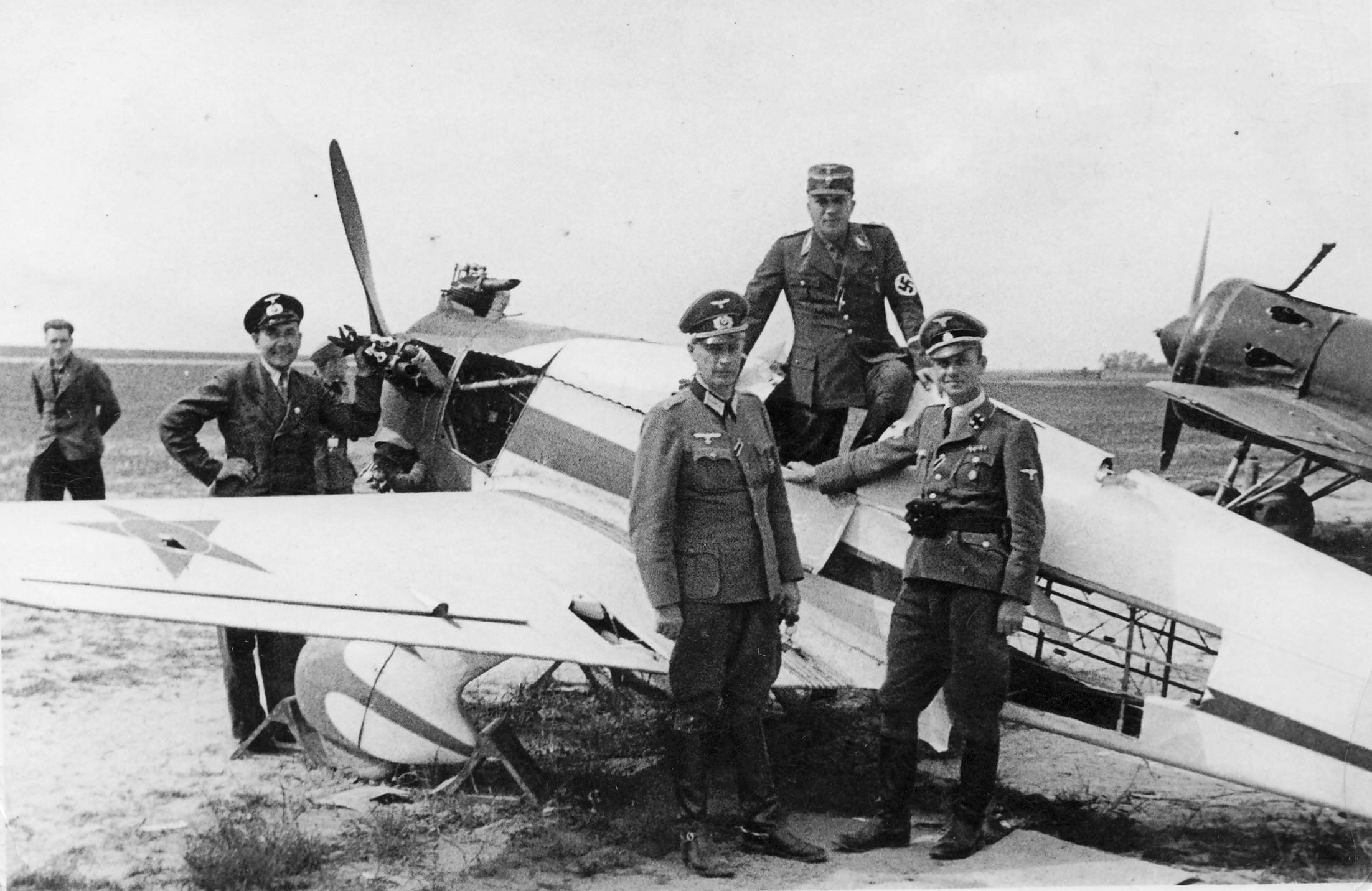
Гитлеровцы возле захваченного УТ-1, 1941 год.

УТ-1 — советский учебно-тренировочный самолёт, созданный в ОКБ имени Яковлева. Конструктор Лис Лонгин Иванович (1912-1977). Использовался для подготовки пилотов высокой квалификации в мирное время. В годы войны около 50 самолётов были вооружены 1-2 пулемётами и подвесками для 2-4 небольших бомб или реактивных снарядов РС-82. Этот штурмовой вариант назывался УТ-1б, применялся на юге советско-германского фронта.

## История создания
В 1930-е годы лётчики проходили обучение в аэроклубах Осоавиахима на двухместных учебных самолётах У-2 и УТ-2. Для повышения качества лётной подготовки и мастерства пилотов требовались более скоростные самолёты, что привело к появлению учебно-тренировочного самолёта УТ-1. При разработке самолёта перед конструкторами была поставлена задача: добиться максимально возможной скорости при минимальных массе, габаритах и мощности двигателя.

## Описание
УТ-1 являлся свободнонесущим низкопланом, имел неубирающееся, но тщательно закапотированное шасси. Государственные испытания УТ-1 с двигателем М-11 мощностью 100 лошадиных сил, проводившиеся в 1936 году, показали хорошие летные данные. Осенью 1936 года сразу на двух заводах было организовано серийное производство самолётов.
УТ-1 был близок по качеству пилотирования к истребителю И-16 и требовал от лётчиков тщательной подготовки, за что эту машину называли «аэроклубным истребителем». Самолёт изначально создавался как переходный к И-16 от двухместного учебного скоростного УТ-2. К полётам на УТ-1 допускались только лётчики-инструкторы и спортсмены высокой квалификации.
Основной проблемой самолёта была неустойчивость в некоторых режимах полета. Для её устранения в 1939 году провели модернизацию: удлинили мотораму, выровняв тем самым центровку и сместив центр тяжести вперёд, а также доработали винтомоторную группу, которая позволила выполнять перевёрнутый полёт. После внесения этих изменений пилотажные качества УТ-1 оставались непревзойденными вплоть до 1950-х годов. Впрочем, звездообразная форма двигателя мешала развивать скорость, что принудило создать несколько модификаций самолёта УТ-1.

## ТТХ
Технические характеристики
- Экипаж: 1
- Длина: 5,75[2] м
- Размах крыла: 7,30[2] м
- Высота: 2,34[2] м
- Площадь крыла: 9,58[2] м²
- Силовая установка: 1 × поршневой, звездообразный, воздушного охлаждения М-11Е или М-11
- Мощность двигателей: 1 × 150 или 100 л. с.

Лётные характеристики
- Максимальная скорость: 241 км/ч
- Крейсерская скорость: 212 км/ч
- Практическая дальность: 670[2] км

Вооружение
- Стрелково-пушечное: 2 × 7,62-мм ШКАС (450 патронов)
- Неуправляемые ракеты: 4 x НУРС

## Использование
Самолёты принимали активное участие в воздушных парадах и соревнованиях по высшему пилотажу, много раз становились победителями в конкурсах. На УТ-1 было установлено 6 мировых рекордов скорости, дальности и высоты полёта. Машины УТ-1 также использовались для подготовки летчиков-истребителей, что позволяло также экономить топливо и ресурсы боевых самолётов. Для отработки навыков стрельбы в воздухе на УТ-1 устанавливались синхронные пулемёты ШКАС.
В годы Великой Отечественной войны УТ-1 использовался как лёгкий штурмовик. На машинах в полевых условиях устанавливались два пулемёта ШКАС, либо под крылом, у стоек шасси, либо на крыле, а также попарно четыре снаряда PC. 23 мая 1942 года состоялся первый боевой вылет УТ-1 в ходе обороны Севастополя (всего же до 1 июля 1942 года было совершено 778 вылетов). В августе и сентябре самолёты вели бои на Кавказе. В боях за Новороссийск было совершено 517 боевых вылетов (из них 335 ночных). Действия УТ-1 позволили замедлить немецкое наступление на Кавказ.
Всего выпустили 1256 самолётов, в том числе 15 серийных машин в 1938 году построили на опытном заводе ОКБ Яковлева ГАЗ-115. Из состава ВВС СССР самолёт вывели в конце 1940-х, заменив на Як-11. До наших дней сохранились несколько экземпляров, если не считать созданные в 1990-е годы точные копии УТ-1.